# Кольцов, Фёдор Андреевич
Фёдор Андре́евич Кольцо́в (февраль 1898, деревня Асташутино, Смоленская губерния, Российская империя — 25 апреля 1938, Расстрельный полигон Коммунарка, Московская область, РСФСР) — советский государственный и партийный деятель. Первый председатель Ростовского облисполкома (1937), председатель Комитета по заготовкам сельскохозяйственных продуктов при СНК СССР (1937—1938). 

## Биография
Родился в крестьянской семье. 
С 1912 г. работал в волостном правлении, уездном земстве. В феврале 1918 г. вступил в партию левых эсэров, в октябре 1918 г. — в РКП(б). С 1918 г. работал в Бельском уезде. В 1919—1920 гг. — в Подольской губернии: заведующий губернской Рабоче-крестьянской инспекцией (РКИ), председатель губернского комитета комсомола.
В мае 1920 г. вступил в Красную армию, работал в органах Рабоче-крестьянской инспекции (РКИ). С 1922 г. — заведующий РКИ Винницкой губернии. В 1925—1926 гг. — заведующий административно-организационным отделом Народного комиссариата торговли Украинской ССР.
- 1926—1928 гг. — заведующий Калужским губернским торговым отделом,
- 1928—1929 гг. — председатель правления потребсоюза,
- январь-июль 1929 г. — председатель губернского планового комитета и заместитель председателя исполнительного комитета Калужского губернского Совета депутатов трудящихся,
- 1929—1930 гг. — председатель исполнительного комитета Сухиничского окружного Совета депутатов трудящихся,
- 1931—1932 гг. — заведующий Западным областным отделом снабжения,
- 1932—1935 гг. — уполномоченный Комитета по заготовкам сельскохозяйственной продукции по Западной области,
- 1935—1937 гг. — уполномоченный Комитета по заготовкам сельскохозяйственной продукции по Кировскому краю,
- апрель-сентябрь 1936 г. — уполномоченный Комитета по заготовкам сельскохозяйственной продукции по Азово-Черноморскому краю.

С сентября 1937 г. — председатель исполкома Ростовского областного Совета депутатов трудящихся.
Депутат Верховного Совета СССР I созыва.
В октябре 1937 г. был назначен председателем Комитета по заготовкам сельскохозяйственных продуктов при СНК СССР. 15 января 1938 г. комитет был преобразован в Народный комиссариат заготовок, а через три дня Кольцов был арестован.
Приговорен к смертной казни. 25 апреля 1938 г. расстрелян. Место расстрела: Московская обл, Коммунарка (посёлок). В 1956 г. был посмертно реабилитирован.